# Селезнёв, Анатолий Фёдорович
Анатолий Фёдорович Селезнёв — советский военный, государственный и политический деятель, капитан 2-го ранга.

## Биография
Родился в 1911 году в деревне Вонякино. Член ВКП(б) с 1939 года.
С 1933 года — на военной службе, общественной и политической работе. В 1933—1946 гг. — на Балтийском Флоте, штурманский электрик ПЛ «М-77», военный комиссар подводной лодки «С-9», заместитель командира по политической части 5-го дивизиона 2-й бригады подводных лодок.
Избирался депутатом Верховного Совета СССР 1-го созыва.